# شهرستان ازون‌کول
شهرستان ازون‌کول (به قزاقی: Ұзынкөл ауданы، ۇزىنكول اۋدانى) یک شهرستان در قزاقستان است که در استان قوستانای واقع شده‌است. شهرستان ازون‌کول ۲۳۸۸۱ نفر جمعیت دارد.